# Burn Season
Burn Season es una banda estadounidense de hard rock de Jacksonville, Florida, formada en 2001. En una fase temprana, el grupo grabó algún demos en Jacksonville Beach studio Music Factory sólo con Damien Starkey como vocalista y guitarrista y Bobby Amaru en batería (con la participación del dueño del estudio Michael Ray FitzGerald en bajo). El grupo entonces se traslado a Jacksonville  Hole of the Pigeon, donde  grabaron un conjunto de demos que llamaron la atención inmediatamente de varias discográficas importantes. El primer ejecutivo discográfico que mostró interés en Burn Season fue Fred Durst de Flawless Records, vocalista principal de Limp Bizkit. Esto dirigió a un fuerte "zumbido" en la industria. Los miembros decidieron firmar con Elektra Records en lo que se dice que fue un acuerdo obsceno.
Burn Season se puso a trabajar en la grabación de su álbum debut con los renombrados productores Bob Marlette y Tim Palmer - sin embargo, antes de que fuera lanzado, la banda fue abandonada, y su debut con Elektra nunca vio la luz del día.
Más tarde, el sello independiente del sur de la Florida, Bieler Bros. Records firmó la banda. Bieler compró los derechos de cuatro canciones del inédito debut de Burn Season en Elektra y añadió ocho nuevas. Después de un largo retraso, Burn Season lanzó su álbum debut el 11 de octubre de 2005. El CEO Jason Bieler, declaró: "Esta banda claramente tenía el talento y las canciones para ser enorme. Cuando Elektra se retiró... este fue un caso de tirar al bebé con el agua de la bañera; las decisiones se tomaron sobre los presupuestos y las políticas entre oficinas, no sobre la música. Sabemos que son una gran banda de rock y si nos toma tres semanas o tres años para romperlos, estamos listos! ”

La banda estaba trabajando en su nuevo álbum, el título es desconocido pero se pueden escuchar dos nuevas canciones en su puro volumen.
El 1 de mayo de 2007, Damien Starkey publicó un boletín en MySpace, discutiendo la disolución del grupo: "Siento dar la noticia a todos, pero hemos roto oficialmente. Después de seis años, dos contratos de grabación y más de 40 canciones grabadas, sentimos que la banda ha seguido su curso. Todos seguimos siendo grandes amigos y no tenemos animosidad dentro del grupo, pero hemos llegado a un punto en el que tiene más sentido seguir con otros proyectos".

También se señaló que el último concierto iba a ser el 25 de mayo de 2007, en el primer lugar en el que la banda tocó en Jacksonville, llamado Jack Rabbits.
Damien Starkey se unió a Adam Latiff, Paul Phillips (antes de Puddle of Mudd), Brad Moxey y Brad Stewart (antes de Shinedown) para formar otro grupo de gran impacto llamado Society Red. Las canciones más destacadas incluyen "Love and Hate", "Everything", "So Unhappy", "Welcome to the Show", "High Life" y "Chasing the Reason". Bobby Amaru formó su propia banda, Amaru. En 2010 Starkey se unió a la banda de rock multi-platino Puddle of Mudd como bajista. Dijo que continuaría haciendo música con sus otros dos proyectos, Burn Season y Society Red en su tiempo libre. En 2012 Bobby Amaru se unió a Saliva como su nuevo cantante.
Burn Season ha lanzado una nueva canción titulada "Out of Control". Fue un tema completamente nuevo en el lanzamiento de su muy demorado álbum de Elektra, ahora llamado "This Long Time Coming", junto con otro tema nuevo, "Fight", lanzado en enero de 2011, aunque otras canciones del álbum ya habían sido grabadas anteriormente. Un EP titulado "Sleepwalker" que incluía seis temas fue lanzado en 2012, el cual incluía canciones grabadas como demos antes de la anterior separación de la banda. El sencillo del EP "The Truth" le ganó a la banda muchos más fanes.
El 22 de diciembre de 2013, Burn Season anunció a través de Facebook que el nuevo material estaría disponible en 2014

## Miembros
Actualmente
- Damien Starkey - Vocalista
- Kevin Renwick - Guitarra
- Brad Stewart - Bajo
- Bobby Amaru - Batería

Anteriores
- Adam Seda - Bajo 2003-2007
- Roger David - Bajo 2002-2003
- Tim Nold - Guitarra 2002-2003

## Discografía
- Burn Season (2005)
- This Long Time Coming (2011)
- Sleepwalker EP (2012)
- TBA (2014)